# Begum Nawab Bai
Rahmat-un-Nisa Begum (1620 - octubre/noviembre de 1691) más conocida por su título, Begum Nawab Bai, fue emperatriz del Imperio mogol, como segunda esposa del emperador Aurangzeb.

## Juventud
Nacida con el nombre de Rajkumari Anuradha Bai, en 1620, fue hija de Kajah Raju del Estado de Rajauri en Cachemira, siendo una princesa de sangre Rajput. Pero después de la adhesión de su hijo al trono de Delhi, se inventó un falso pedigrí para ella con el fin de ofrecer a Bahadur Shah el derecho a llamarse Sayyid. Los aduladores de la corte imperial afirmaron que ella descendía de un musulmán llamado Sayyid Shah Mir, nacido del famoso Sayyid Abdul Qadir Jilani, quien había realizado un retiro espiritual entre las colinas de Rajauri. Supuestamente, el Rajá del estado lo adoraba y le ofreció a su hija soltera en matrimonio. El Sayyid aceptó la virginal ofrenda, y ella se convirtió al Islam y se casó con él, teniendo un hijo y una hija. Después, el Sayyid, se fue en peregrinación a La Meca, donde se perdió todo su rastro. El Rajá crio a sus nietos en la religión hindú, manteniendo su filiación en secreto. Cuando Shah Jahan exigió que le enviara una hija suya, el Rajá le envió a su nieta, quien destacaba por su bondad, su belleza y su inteligencia. Una vez en el harén imperial, Begum Nawab, aprendió lenguas y cultura a través de las enseñanzas de un conjunto de maestros, institutrices y mujeres persas versadas en las costumbres cortesanas. A su debido tiempo, la joven Begum Nawab fue desposada con el joven príncipe Aurangzeb. 

## Contribuciones
Ella construyó un Serai en Fardapur y también fundó Baijipura, un suburbio de Aurangabad. Sus hijos, Muhammad Sultan y Muazzam, quienes desobedecieron a Aurangzeb bajo los malos consejos de sus amistades, envenenaron sus últimos años de vida. Sus consejos hacia sus hijos no tuvieron ningún efecto, y su hijo Muazzam fue encarcelado.

## Muerte
Parece ser que Nawab no tardó en perder el favor de su esposo, falleciendo antes de mediados del año 1691 en Delhi, después de estar muchos años separada de su marido y de sus hijos.

## Descendencia
Con el emperador Aurangzeb tuvo dos hijos y una hija:
- Muhammad Sultan (29 de diciembre de 1639 - 14 de diciembre de 1676).
- Bahadur Shah I, Emperador del Imperio Mogol.
- Shahzadi Badr-un-Nisa Begum (27 de noviembre de 1647 - 9 de abril de 1670).